# Jamaica nos Jogos Olímpicos de Inverno de 2022
Jamaica participa dos Jogos Olímpicos de Inverno de 2022, realizados em Pequim, na China.
É a oitava aparição do país em Olimpíadas de Inverno. É representado por seis atletas, sendo cinco homens e uma mulher.

## Competidores
| Esporte      | Masculino | Feminino | Total |
| ------------ | --------- | -------- | ----- |
| Esqui alpino | 1         | 0        | 1     |
| Bobsleigh    | 4         | 1        | 5     |
| Total        | 5         | 1        | 6     |

## Desempenho

### Esqui alpino
Masculino
| Atleta             | Evento         | Descida 1 | Descida 1 | Descida 2 | Descida 2 | Total   | Total    | Total | Ref.  |
| Atleta             | Evento         | Tempo     | Pos.      | Tempo     | Pos.      | Tempo   | Dif.     | Pos.  | Ref.  |
| ------------------ | -------------- | --------- | --------- | --------- | --------- | ------- | -------- | ----- | ----- |
| Benjamin Alexander | Slalom gigante | 1:37.94   | 54        | 1:40.58   | 46        | 3:18.52 | +1:09.17 | 46    | [ 3 ] |

### Bobsleigh
Masculino
| Atleta                                                      | Evento  | 1.ª descida | 1.ª descida | 2.ª descida | 2.ª descida | 3.ª descida | 3.ª descida | 4.ª descida | 4.ª descida | Total   | Total | Total | Ref.  |
| Atleta                                                      | Evento  | Tempo       | Pos.        | Tempo       | Pos.        | Tempo       | Pos.        | Tempo       | Pos.        | Tempo   | Dif.  | Pos.  | Ref.  |
| ----------------------------------------------------------- | ------- | ----------- | ----------- | ----------- | ----------- | ----------- | ----------- | ----------- | ----------- | ------- | ----- | ----- | ----- |
| Shanwayne Stephens Nimroy Turgott                           | Duplas  | 1:01.23     | 30          | 1:01.35     | 28          | 1:01.54     | 30          | —           | —           | 3:04.12 | —     | 30    | [ 4 ] |
| Shanwayne Stephens Ashley Watson Rolando Reid Matthew Wekpe | Equipes |             |             |             |             |             |             |             |             |         |       |       |       |

Feminino
| Atleta                     | Evento  | 1.ª descida | 1.ª descida | 2.ª descida | 2.ª descida | 3.ª descida | 3.ª descida | 4.ª descida | 4.ª descida | Total   | Total | Total | Ref.  |
| Atleta                     | Evento  | Tempo       | Pos.        | Tempo       | Pos.        | Tempo       | Pos.        | Tempo       | Pos.        | Tempo   | Dif.  | Pos.  | Ref.  |
| -------------------------- | ------- | ----------- | ----------- | ----------- | ----------- | ----------- | ----------- | ----------- | ----------- | ------- | ----- | ----- | ----- |
| Jazmine Fenlator-Victorian | Monobog | 1:06.63     | 19          | 1:07.38     | 19          | 1:06.92     | 19          | 1:07.63     | 20          | 4:28.56 | +9.29 | 19    | [ 5 ] |

Legenda
| Recorde mundial      | Recorde mundial (World record)               |                       | Recorde africano                      | Recorde africano (African) |                                           | Q | Classificado por posição (Qualified) |
| Recorde olímpico     | Recorde olímpico (Olympic record)            | Recorde da América    | Recorde da América (Americas)         | q                          | Classificado por melhor tempo (Qualified) |   |                                      |
| Melhor marca do ano  | Melhor marca do ano (World leading)          | Recorde asiático      | Recorde asiático (Asian)              | DNS                        | Não largou (Did not start)                |   |                                      |
| Recorde nacional     | Recorde nacional (National record)           | Recorde europeu       | Recorde europeu (European)            | DNF                        | Não terminou (Did not finish)             |   |                                      |
| Recorde pessoal      | Recorde pessoal do atleta (Personal best)    | Recorde da Oceania    | Recorde da Oceania (Oceania)          | DSQ / DQ                   | Desclassificado (Disqualified)            |   |                                      |
| Recorde da temporada | Recorde da temporada do atleta (Season best) | Recorde sul-americano | Recorde sul-americano (South America) | NM                         | Sem marca (No mark)                       |   |                                      |